# Хрвоє Ілич
Хрвоє Ілич (хорв. Hrvoje Ilić; нар. 14 квітня 1999, Славонський Брод, Хорватія) — хорватський футболіст, атакувальний півзахисник криворізького «Кривбасу».

## Клубна кар'єра

### Ранні роки
Народився 14 квітня 1999 року в місті Славонський Брод на сході країни. Футболом розпочав займатися в «Граничі Шупанья» з невеликого однойменного клубу. Згодом перейшов до «Осієка». На початку вересня 2013 року приєднався до загребського «Динамо», де виступав за команди U-17 та U-19. У середині березня 2017 року виїхав до Італії, де став гравцем «Пескари». Виступав за юнацьку команду італійців (U-19).

### «Осієк» та оренди
На початку серпня 2017 року повернувся до «Осієка». За першу команду клубу дебютував 5 травня 2018 року в програному (0:1) виїзному поєдинку 33-го туру чемпіонату Хорватії проти «Інтера» (Запрешич). Хрвоє вийшов на поле на 90+3-й хвилині замість боснійця Харіса Хайрадиновича. Цей матч виявився єдиним для Ілича в сезоні 2017/18 років. Також перебував у заявці другої команди, але на поле не виходив. Для отримання ігрової практики декілька разів його віддавали в оренду.
У середині серпня 2018 року його віддали в оренду в «Дугопольє». Дебютував за нову команду 25 серпня 2018 року в програному (0:1) домашньому поєдинку 1-го туру проти другого дивізіону чемпіонату Хорватії проти «Хайдука II» (Спліт). Хрвоє вийшов на поле в стартовому складі, а на 46-й хвилині його замінив Нікола Прелчец. У першій половині сезону 2018/19 років провів 4 поєдинки у Першій лізі Хорватії. У середині лютого 2019 року повернувся до «Осієка», після чого перейшов в оренду до «Б'єло Брдо». Дебютував за вище вказаний клуб 2 березня 2019 року в програному (1:2) виїзному поєдинку 14-го туру Першої ліги чемпіонату Хорватії проти «Вараждина». Іліч вийшов на поле на 62-й хвилині замість Домагоя Жигри. Першими голами у професіональній кар'єрі відзначився 4 травня 2019 року на 22-й, 50-й та 72-й хвилинах переможного (3:2) виїзного поєдинку 23-го туру Першої ліги Хорватії проти «Лучко». Хрвоє вийшов на поле в стартовому складі та відіграв увесь матч, а на 72-й хвилині отримав жовту картку. У другій половині сезону 2018/19 років зіграв 9 матчів та відзначився 5-ма голами у Першій лізі України.
Наприкінці червня 2019 року повернувся в другу команду «Осієка», за яку дебютував 19 серпня 2019 року в нічийному (1:1) виїзному поєдинку 1-го туру Першої ліги Хорватії проти «Динамо II» (Загреб). Ілич вийшов на поле в стартовому складі, а на 72-й хвилині його замінив Томислав Близнац. Єдиним голом за «Осієк II» відзначився 28 вересня 2019 року на 60-й хвилині (з пенальті) в переможному (4:1) виїзному поєдинку 7-го туру Першої ліги Хорватії проти свого колишнього клубу, «Дугопольє». Хрвоє вийшов на поле в стартовому складі, а на 73-й хвилині його замінив Томислав Близнац. У першій половині сезону 2019/20 років зіграв 14 матчів та відзначився 1-м голом у Першій лізі Хорватії.

### «Хрватскі Драговоляц»
Наприкінці січня 2020 року вільним агентом перейшов до «Хрватскі Драговоляц». Дебютував за нову команду 21 лютого 2020 року в переможному (2:1) виїзному поєдинку 17-го туру Першої ліги Хорватії проти «Меджимур'я». Ілич вийшов на поле в стартовому складі, на 79-й хвилині відзначився голом, на 81-й хвилині отримав жовту картку, а на 84-й хвилині його замінив буркінієць Патріс Зунграна. У 2020 календарному році зіграв 16 матчів (1 гол) у Першій лізі Хорватії й під час зимової перерви сезону 2020/21 років залишив команду.

### Повернення в «Б'єло Брдо»
У середині січня 2021 року повернувся до «Б'єло Брдо». Дебютував за команду після свого повернення 14 лютого 2021 року в переможному (1:0) домашньому поєдинку 18-го туру Першої ліги Хорватії проти «Динамо II» (Загреб). Хрвоє вийшов на поле в стартовому складі, а на 64-й хвилині його замінив Мате Баїч. Першим голом за «Б'єло Брдо» відзначився 7 березня 2021 року на 86-й хвилині переможного (2:1) домашнього поєдинку 21-го туру Першої ліги Хорватії проти «Сесвете». Ілич вийшов на поле на 83-й хвилині замість Мате Баїча, а на 87-й хвилині отримав жовту картку. Виступав за команду з 2021 по 2022 рік, за цей час у Першій лізі Хорватії зіграв 61 матч та відзначився 7-ма голами, ще 4 матч (2 голи) провів у кубку Хорватії.

### «Хапоель» (Тель-Авів)
У середині січня 2023 року вперше в кар'єрі виїхав за кордон, підписав контракт з ізраїльським «Хапоелем». У футболці тель-авівського клубу дебютував 18 лютого 2023 року в переможному (1:0) виїзному поєдинку 23-го туру Прем'єр-ліги Ізраїлю проти «Іроні» (Кір'ят-Шмона). Хрвоє вийшов на поле в стартовому складі, а на 62-й хвилині його замінив Ран Біньямін. Першим голом за «Хапоель» відзначився 5 березня 2023 року на 15-й хвилині виїзного (3:1) переможного поєдинку 25-го туру Прем'єр-ліги Ізраїлю проти єрусалиського «Бейтара». Ілич вийшов на поле в стартовому складі, а на 46-й хвилині його замінив Став Лемкін. У команді відіграв півроку, за цей час у Прем'єр-лізі зіграв 10 матчів та відзначився 2-ма голами.

### «Кривбас» (Кривий Ріг)
Після відходу з ізраїльського клубу знаходився вдома, мав декілька пропозицій від клубів з Казахстану та Нідерландів. Але 20 липня 2023 року підписав 3-річний контракт з «Кривбасом».

## Кар'єра в збірній
Виступав за юнацькі збірні Хорватії молодших вікових категорій.
У футболці юнацької збірної Хорватії (U-19) дебютував 9 серпня 2017 року в програному (0:2) домашньому товариському поєдинку проти однолітків з Італії. Ілич вийшов на поле на 46-й хвилині замість Дуже Яворчича. Цей матч виявився єдиним для Ілича в команді U-19.

## Стиль гри
Здатен зіграти на будь-якій позиції у півзахисті, але улюблені позиції — центрального хавбека або під нападником.